# Millard Hampton
Pour les articles homonymes, voir Hampton.
Millard Frank Hampton, né le 8 juillet 1956 à Fresno, en Californie, est un athlète américain spécialiste des épreuves de sprint qui a remporté le titre olympique du relais 4 × 100 mètres en 1976.

## Carrière sportive
Millard Hampton se révèle durant l'année 1976 en s'imposant tout d'abord lors des championnats de l'Amateur Athletic Union sur 200 mètres. Aux Jeux olympiques de Montréal, il remporte la médaille d'argent du 200 mètres en 20 s 29, devancé de six centièmes de seconde par le Jamaïcain Don Quarrie. Quelques jours plus tard, il décroche le titre olympique du relais 4 × 100 mètres, associé à ses coéquipiers Harvey Glance, John Wesley Jones et Steven Riddick. L'équipe américaine devance finalement la RDA et l'URSS.
Poursuivant par ailleurs ses études à l'Université de Californie à Los Angeles, Hampton ne peut défendre son titre olympique en 1980 en raison du boycott décidé par les États-Unis.

## Palmarès

### Jeux olympiques
- Jeux olympiques de 1976 à Montréal :
  -  Médaille d'or du relais 4 × 100 mètres
  -  Médaille d'argent du 200 m